# Sewerslvt
Sewerslvt (anteriormente conhecida como Sadboy Sheldon, agora conhecida como Cynthoni) é uma produtora australiana de música eletrônica. Sua música é dos gêneros breakcore e drum and bass.

## Resumo
Sewerslvt começou sua carreira morando em Adelaide, mas desde então se mudou para Sydney, onde produziu seus últimos álbuns. Não se sabe publicamente se ela ainda reside lá.
Sewerslvt também usou os nomes "Sadboy Sheldon" e "Jemboy Sheldon" no começo de sua trajetória, mas abandonou esses apelidos ao fazer a transição para sua identidade de gênero atual.
Em 9 de maio de 2024, ela anunciou oficialmente seu retorno à produção musical, juntamente com a mudança de seu nome artístico de Sewerslvt para Cynthoni.

## Menções
O site Dancing Astronaut elogiou seu álbum The World Is Fvcked e a listou entre uma das artistas para prestar atenção em 2021.

## Discografia
Parte da discografia de Sewerslvt foi deletado por ela mesma por controvérsias pela comunidade, mas ainda está disponível para ouvir através de arquivos terceiros. 

### Álbuns
- Don't Be Afraid Of Dying (2017)
- It Just Gets Worse (With Mortem) (2018)
- Interdimensional Snuff Films (2018)
- Starving Slvts Always Get Their Fix (2018)
- Selected Sewer Works (2017 - 19) (2019)
- Drowning in the Sewer (2019)
- Draining Love Story (2020)
- The World Is Fvcked (2020)
- Skitzofrenia Simulation (2021)
- we had good times togheter, don't forget that (2021)

### SingleseExtended Plays (EP)
- Sewer//Slvt (2018)
- Child Sacrifice (2018)
- Infatuation (2019)
- Irly (2020)
- Cyberia Lyr1+2=3 (2020)
- Newlove (2020)
- Tortvred Lesbians Ripped Apart (2021)
- if you're out there i miss you ｡ﾟ･ (>﹏<) ･ﾟ｡ (2021)
- suffering from melancholia (2021)
- Purple Hearts In Her Eyes (AgonyOST Remix) (2023)
- Light Stops Dripping Through The Stars (Sewerslvt Remix) (2023)

### SingleseExtended Plays (EP)lançados no nome de Cynthoni
- Sewerslvt Presents: Cynthoni, Pt. 1 (2024)
- Sewerslvt Presents: Cynthoni, Pt. 2 (2024)
- SMOKE IT TO THE BUTT (2024)
- Cynthoni Of Flames (2024)
- Lvstlove (2025)
- Lexapro Doesn't Work (2025)
- Long Division

### Álbuns lançados no nome de Cynthoni
- Draining Love Story (In The Eyes Of Cynthoni) (2025)

### Compilações
- Worthlessness (2020)
- Sewer Idol Project (2020)